# Běloky
Běloky (deutsch Bielok) ist eine Gemeinde in Tschechien. Sie liegt 15 Kilometer nordwestlich des Stadtzentrums von Prag und gehört zum Okres Kladno.

## Geographie
Běloky befindet sich auf der Böhmischen Tafel in der Talmulde des Zákolanský potok. Nordöstlich liegt das Naturschutzgebiet Číčovický Kamýk.
Nachbarorte sind Makotřasy im Norden, Číčovice im Nordosten, Černovičky und Středokluky im Osten, Kněževes im Südosten, Dobrovíz im Süden, Hostouň im Südwesten, Dolany, Peklov, Netřeby und Hřebeč im Westen sowie Lidice im Nordwesten.

## Geschichte
Erstmals schriftlich erwähnt wurde Belok 1257 in der Fortsetzung der Chronica Boemorum im Zusammenhang mit dem Kauf des Ortes durch einen Adligen namens Eberhard. Zwischen 1367 und 1385 gehörte der Ort dem Erzdiakon und Kanoniker der Prager Kapitels, Přibyslav. 1415 kaufte der Patrizier Petr Meziříčský aus der Prager Altstadt die Feste Makotřasy einschließlich der zugehörigen Dörfer Makotřasy, Středokluky, Běloky, Hřebeč sowie Teilen von Lidice und Zájezd. Meziříčský war ein Anhänger König Sigismunds und entschiedener Gegner der Hussiten. Nach der Schlacht am Veitsberg zogen die Hussiten, angeführt von Záviš Bradatý, Petr Obrovec und Petr Špička, am 23. Mai 1420 in die Herrschaft Makotřasy und brannten den Besitz Meziříčskýs nieder. Nachfolgend teilte das Dorf die Geschichte der Herrschaft Makotřasy, die nach mehreren Besitzerwechseln 1487 durch Sigmund Strauch von Chlumek an die Herrschaft Buštěhrad verkauft wurde. In der Urkunde Georg von Podiebrads wurde 1467 die Netrefov-Mühle erstmals genannt. 1499 löste Katharina von Pakoměřice den Ort aus dem Besitz Georg von Podiebrads aus. Ihr Gatte Hieronymus von Skuhrov schenkte im darauf folgenden Jahr das Dorf und einige Mühlen an das Dominikanerkloster der hl. Anna auf dem Petřín. 1545 wurden Jindřich Bezdružický von Kolowrat und seine Verlobte Katharina von Weitmühl in der Landtafel als Besitzer des abgebrannten Dorfes Běloky eingeschrieben, das zuvor seinem Vater Jan, der 1526 in der Schlacht bei Mohács gefallen war, gehört hatte. Ihm folgte Vladislav Novohradský, der 1571 seine Frau Maria Magdalena Borschita von Martinic als Vormund seines minderjährigen Sohnes Wenzel einsetzte. 1632 gelangte der Besitz an Herzog Julius Heinrich und das Haus Sachsen-Lauenburg und dem Tode des Herzogs Clemens Franz erbte 1777 Karl II. August von Zweibrücken und nach dessen Tode 1795 Maximilian Joseph von Bayern den Besitz. Dieser verkaufe die Herrschaft 1805 an Ferdinand III. 1847 übernahm Ferdinand der Gütige die Herrschaft zum böhmischen Besitz der Habsburger.
Nach der Aufhebung der Patrimonialherrschaften wurde Běloky 1850 zur selbstständigen Gemeinde im Bezirk Smíchov. 1930 kam das Dorf zum Okres Praha-venkov und 1950 zum Okres Kladno. 1980 wurde der Ort nach Hostouň eingemeindet. Seit 1989 besteht die Gemeinde Běloky wieder. Die Gemeinde ist Mitglied der Mikroregion Praha-západ.

## Ortsgliederung
Für die Gemeinde Běloky sind keine Ortsteile ausgewiesen.

## Sehenswürdigkeiten
- Kapelle des Hl. Florian, erbaut 1838